# Stefan Mrozek
Stefan Mrozek (ur. 24 sierpnia 1892 w Kuczkowie, zm. 23 sierpnia 1944 w Murnau) – podpułkownik piechoty Wojska Polskiego, kawaler Orderu Virtuti Militari.

## Życiorys
Po zakończeniu I wojny światowej i odzyskaniu przez Polskę niepodległości został przyjęty do Wojska Polskiego. Został awansowany do stopnia porucznika piechoty ze starszeństwem z dniem 1 czerwca 1919, a następnie do stopnia kapitana piechoty ze starszeństwem z dniem 1 lipca 1923. W 1923, 1924 był oficerem 43 pułku piechoty w Dubnie. W 1928 był oficerem 4 pułku piechoty Legionów w Kielcach. 17 grudnia 1931 roku został awansowany na majora ze starszeństwem z dniem 1 stycznia 1932 roku i 7. lokatą w korpusie oficerów piechoty. W marcu 1932 został przeniesiony do 81 pułku piechoty w Grodnie na stanowisko dowódcy batalionu. W kwietniu 1935 został przesunięty na stanowisko kwatermistrza pułku. W 1939 w dalszym ciągu pełnił służbę w 81 pp na stanowisku II zastępcy dowódcy pułku (kwatermistrza). Na stopień podpułkownika został mianowany ze starszeństwem z 19 marca 1939 i 50. lokatą w korpusie oficerów piechoty.
Po wybuchu II wojny światowej w trakcie kampanii wrześniowej został dowódcą 3 pułku piechoty Grupy Grodzieńskiej, a następnie dowódcą odcinka południowego obrony Lwowa. Został wzięty przez Niemców do niewoli i był osadzony w Oflagu VII A Murnau, gdzie zmarł 23 sierpnia 1944 i został pochowany na cmentarzu przy tamtejszym kościele św. Mikołaja.

## Ordery i odznaczenia
- Krzyż Srebrny Orderu Virtuti Militari nr 4642 (1922)[16][17]
- Krzyż Walecznych
- Złoty Krzyż Zasługi (19 marca 1936)[18][19]